# Józef Szajna

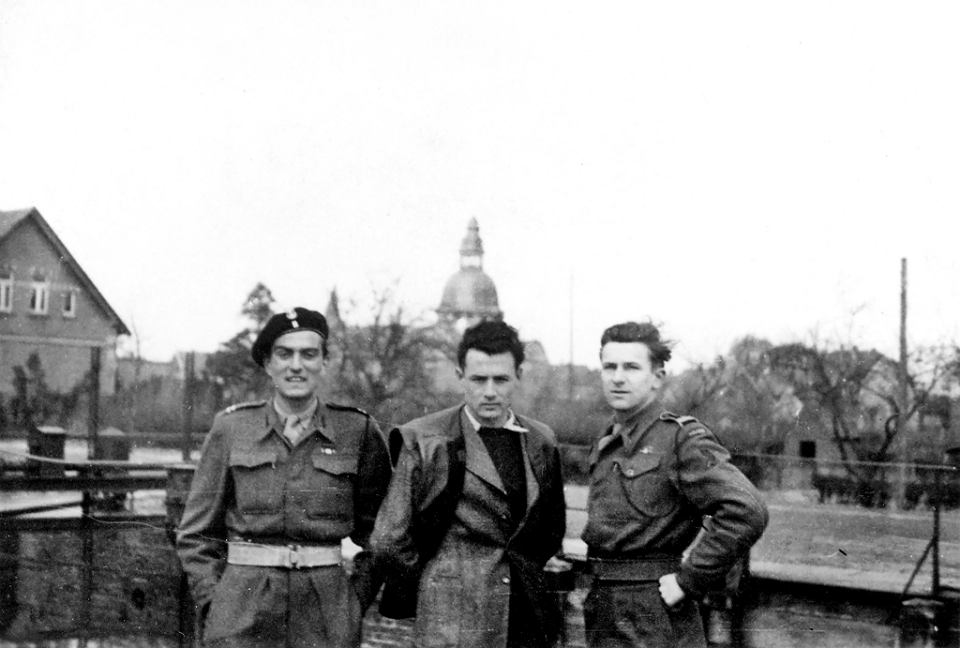
Józef Szajna (centre) en 1945

Józef Szajna (né le 13 mars 1922 à Rzeszów - mort le 24 juin 2008 à Varsovie) est un scénographe polonais, metteur en scène, scénariste, théoricien du théâtre.
Durant la Seconde Guerre mondiale Szajna fut prisonnier à Auschwitz et de Buchenwald ce qui le marqua et influença tout son art.
Il obtient un diplôme d’art graphique en 1952 à l’académie des arts de Cracovie. En 1972 il commence à enseigner à l’académie des arts de Varsovie. Entre 1955 et 1963 il dessine des décors de théâtre.
En 1971 il crée son propre théâtre Teatr-Galeria à Varsovie. Au sein de ce théâtre, il poursuit ses propres idées du théâtre.